# John C. Swallow
John Crossley Swallow (né le 11 octobre 1923 -  mort le 3 décembre 1994) est un océanographe britannique. 
Il est surtout connu pour avoir inventé, testé et utilisé le « flotteur Swallow » (aussi dénommé « Swallow float » ou « flotteur à flottabilité neutre »), un objet subaquatique à vocation scientifique, se laissant passivement dériver.
Le flotteur Swallow est, dans ses premières versions, une « source de sons hydrostatiquement stable et flottant librement sous l'eau, qui peut être suivie par un navire en surface ». Elles permettent encore d'étudier les courants marins, y compris les courants profonds. Des militaires ont modifié des balises pour en faire des détecteurs passifs d'engins intrus.

## Biographie
John C. Swallow est élu membre de la Royal Society en 1968. 
La citation de sa candidature disait : « Le Dr JC Swallow est internationalement connu à la fois pour ses travaux géophysiques distingués sur les voyages du HMS Challenger, et pour ses mesures des courants océaniques profonds. Il est l'inventeur du Swallow float, une source de sons hydrostatiquement stable et flottant librement sous l'eau, qui peut être suivie par un navire à la surface. Par de nombreuses observations avec cet appareil ingénieux, lui et d'autres ont complètement changé notre image de la circulation profonde de l'océan, montrant la présence de forts courants profonds dans l'ouest de l'Atlantique Nord, et un flux inversé sous le Gulf Stream. Il a récemment contribué à notre connaissance du sous-courant équatorial et d'autres courants dans l'océan Indien. Le Dr Swallow combine un dévouement à son travail et une attention particulière aux détails avec une maîtrise de la manipulation pratique d'un navire de recherche en mer. La qualité et l'originalité de ses contributions ont déjà été reconnues aux USA par l'attribution de la Bigelow Medal et de l'Albatross Award de l'American Miscellaneous Society ».

## L'invention de Swallow
Son engin est en partie inspiré de la bouteille à la mer lancée par des naufragés. Cette bouteille véhiculait leur message appelant à l'aide sur de très longue distance des messages contenus dans des bouteilles. Son tracé et son point d'arrivé pouvait renseigner sur les courants de surface (et l'influence des vents).
John C. Swallow a conçu un engin à flottabilité neutre programmable capable de dériver à la profondeur programmée. Cette « bouée immergée » émettait des sons permettant de suivre son tracé à partir d'un navire de surface. Les données récoltées renseignaient sur la vitesse et la direction du courant à la profondeur du flotteur. Ces « bouées Swallow » ont grandement contribué à la connaissance des schémas de circulation océanique et à leurs premières modélisations.

## Suites technologiques
Divers variants (civils ou militaires) d'«unités à flottabilité neutre et à dérive libre» se sont ensuite succédé, qui, avec les progrès de l'électronique et de l'informatique embarqués, sont devenus de plus en plus autonome, précis et multifonctionnels.
Parmi les usages militaires connus, le MPL (Marine Physical Laboratory, Scripps Institution of Oceanography, USA) a développé des « bouées Swallow » ingrant[Quoi ?] un capteur de pression (hydrophone) et trois capteurs de vitesse des particules orthogonales (géophones) permettant de mesurer l'amplitude et la direction des flux d'énergie acoustique arrivant sur la bouée. Au sein de l'OTAN, au Centre de recherche sous-marine du SACLANT (notamment dédié à l'océanographie physique de « nouvelle génération », la furtivité subaquatique, l'acoustique sous-marine (détection acoustique de mines, d'objets, d'intrus dans les ports...), contrôle de flottes de planeurs sous-marins, standardisation d'un langage acoustique sous-marin...), une coopération scientifique a notamment porté sur le logiciel capable de faire fonctionner ce type de bouées et de calculer l'origine directionnelle d'une ou plusieurs source(s) [si ces sources émettent à des fréquences différentes], via un flotteur unique, pouvant remplaçant tout un réseau d'hydrophones ; ce flotteur étant passif, il a en outre une faible signature sonore dans le flux de courant, méthodes de communication numérique subaquatique JANUS,.

## Honneurs et récompenses
- 1962 Henry Bryant Bigelow Médaille de la Woods Hole Oceanographic Institution[5]
- 1994 Médaille Henry Stommel de la Woods Hole Oceanographic Institution[6].